# Nothomiza
Nothomiza is een geslacht van vlinders van de familie spanners (Geometridae), uit de onderfamilie Ennominae.

## Soorten
- N. achromaria Guenée, 1858
- N. aegriviridis Prout, 1926
- N. aquata Prout, 1929
- N. ateles Wehrli, 1935
- N. aureolaria Inoue, 1982
- N. binotata Warren, 1897
- N. cinerascens Moore, 1888
- N. costalis Moore Moore, 1867
- N. costinotata Warren, 1893
- N. costipicta Wileman, 1915
- N. dentisignata Moore, 1867
- N. flavicosta Prout, 1914
- N. flaviordinata Prout, 1925
- N. formosa Butler, 1878
- N. grata Butler, 1880
- N. ithyterma Prout, 1926
- N. lycauges Prout, 1924
- N. melanographa Wehrli, 1936
- N. nana Warren, 1897
- N. peralba Swinhoe, 1894
- N. perichora Wehrli, 1940
- N. rectangula Prout, 1925
- N. submediostrigata Wehrli, 1939
- N. viridis Warren, 1893
- N. xanthocolona Meyrick, 1897